# What Comes Next
What Comes Next ist ein Jazzalbum von Peter Bernstein. Die im Juni 2020 im New Yorker Sear Sound Studio entstandenen Aufnahmen erschienen am 23. Oktober 2020 auf Smoke Sessions. Diese Aufnahme ist der Erinnerung an die 2020 verstorbenen Jazzmusiker Jimmy Cobb und Harold Mabern gewidmet.

## Hintergrund
Der Gitarrist Peter Bernstein nahm What Comes Next, sein 26. Album unter eigenem Namen, mitten in der Massenquarantäne in Folge der COVID-19-Pandemie in den Vereinigten Staaten auf. Für die Aufnahme wandte sich New Yorks Sear Sound Studio an das Label Smoke Sessions, um die Möglichkeit einer verantwortungsvollen Aufnahmesitzung zu erörtern. Das Label entwickelte darauf einen Plan, um alle im Voraus auf COVID-19 testen zu lassen und sich dann bei der gemeinsamen Arbeit im Studio an räumliche Distanz zu halten und Masken zu tragen. Bernstein spielte im Juni 2020 zusammen mit dem Pianisten Sullivan Fortner, dem Bassisten Peter Washington und dem Schlagzeuger Joe Farnsworth.

## Titelliste
- Peter Bernstein: What Comes Next (Smoke Sessions Records SSR-200)[2]

- 1. Simple As That, 7:21
  2. What Comes Next, 5:59
  3. Empty Streets, 6:17
  4. Harbor No Illusions, 7:19
  5. Dance in Your Blood, 5:34
  6. We’ll Be Together Again, 5:16
  7. Con Alma (Dizzy Gillespie), 7:07
  8. Blood Wolf Moon Blues, 8:27
  9. Newark News, 5:08

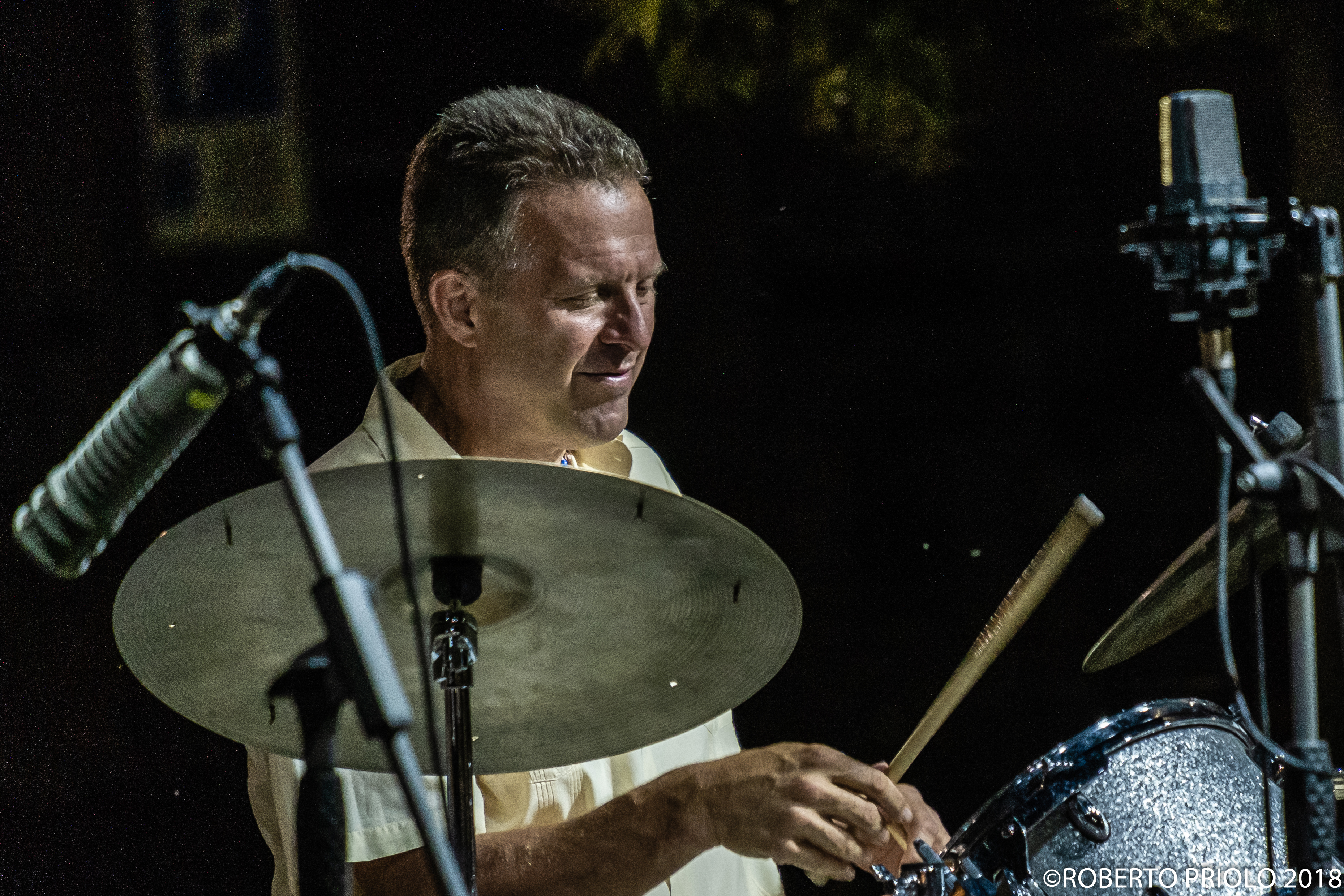
Joe Farnsworth 2018

Soweit nicht anders vermerkt, stammen alle Kompositionen von Peter Bernstein.

## Rezeption

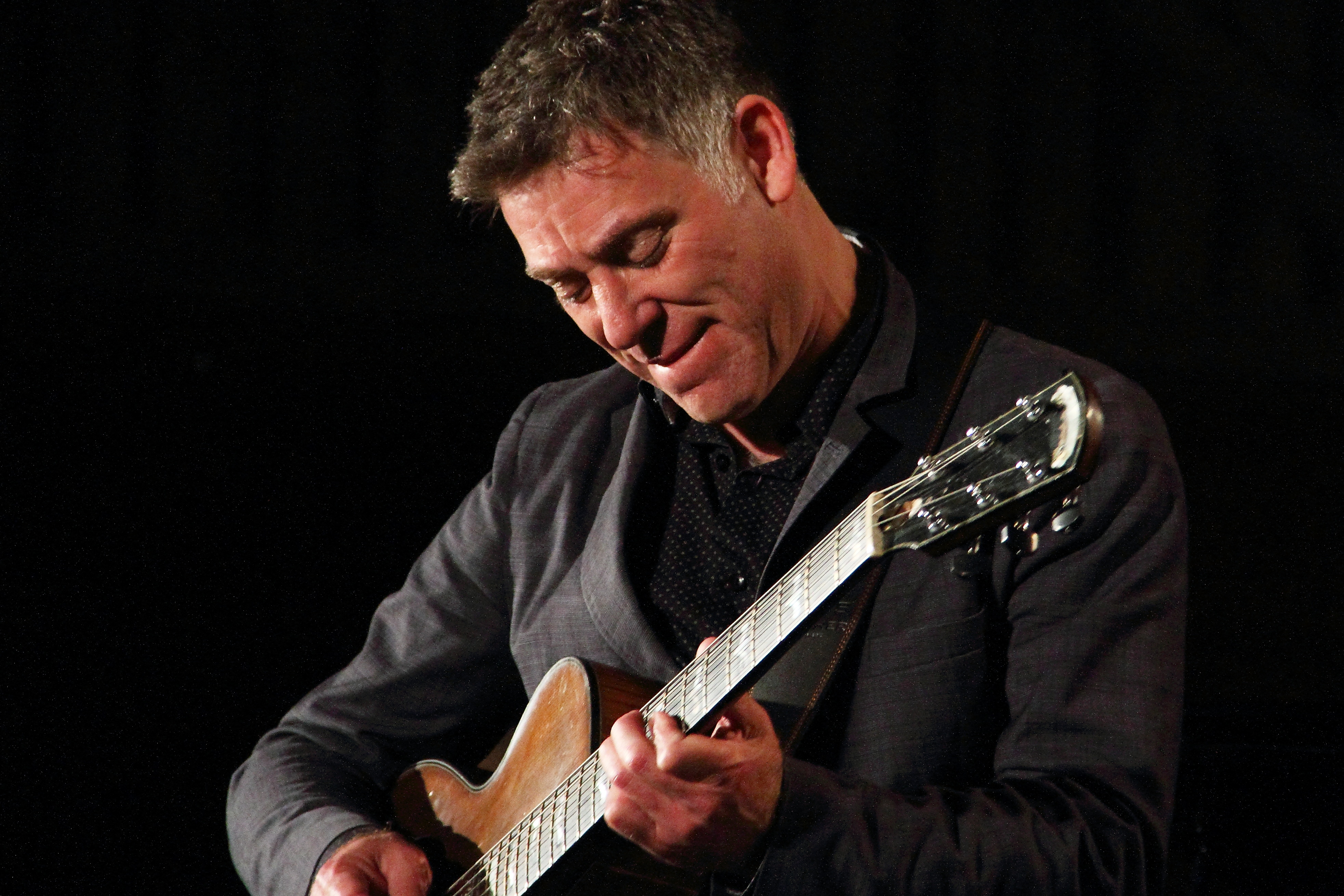
Peter Bernstein bei einem Auftritt beim INNtöne Jazzfestival, Österreich 2016

Jim Hynes schrieb im Glide Magazine, während dieser Aufnahme bleibe Bernstein größtenteils im Vordergrund, so dass es einfach sei, sich auf seine fließenden Linien zu konzentrieren, aber das Album werde noch angenehmer, wenn man sich die Rhythmusgruppe genau anhöre, die so gut sei wie es für Straight Ahead Jazz überhaupt gehe.
Nach Ansicht des Down Beat mache Bernstein Fortschritte, wie er es immer getan hat: Sich in das hineinzulehnen, was einst würdig war – und immer noch ist – und eine Grundlage zu schaffen, um in unbekannte Teile zu springen.
Chris Pearson schrieb in The Times: „Wie klingt Jazz in der Zeit des Coronavirus? Ähnlich wie zuvor, wenn diese Schönheit etwas ist, an dem man vorbeigehen kann. […] Wie so viele festgestellt haben, war die Pandemie zweischneidig. Konzertausfälle gaben Bernstein Zeit, neue Stücke zu schreiben und ein Traumquartett zusammenzustellen.“